# Твистетал
Твистетал (њем. Twistetal) општина је у њемачкој савезној држави Хесен. Једно је од 22 општинска средишта округа Валдек-Франкенберг. Према процјени из 2010. у општини је живјело 4.608 становника. Посједује регионалну шифру (AGS) 6635018.

## Географски и демографски подаци
Твистетал се налази у савезној држави Хесен у округу Валдек-Франкенберг. Општина се налази на надморској висини од 272 метра. Површина општине износи 74,0 km². У самом мјесту је, према процјени из 2010. године, живјело 4.608 становника. Просјечна густина становништва износи 62 становника/km².